# Michèle Philippe
Michèle Philippe (Parigi, 17 gennaio 1926 – Parigi, 23 settembre 1972) è stata un'attrice francese.
È apparsa in trenta film dal 1945 al 1959.

## Biografia
La sua carriera artistica iniziò come danzatrice durante l'occupazione tedesca. Scoperta dal produttore cinematografico Paul-Edmond Decharme, venne introdotta alla carriera cinematografica. Il suo primo film di successo fu Blondine (1945), accanto a Georges Marchal e Nicole Maurey. Nel 1946 recitò con  Raimu in Les gueux au paradis, diretto da René Le Hénaff; nel 1948 con Fernand Sardou in Le voleur se porte bien, diretto da Jean Loubignac; nel 1949 con Claude Dauphin in Le bal des pompiers, diretto da André Berthomieu, e nel 1950 con Jules Berry in Tête blonde, diretto da Maurice Cam. 
Michèle Philippe posò per famosi fotografi, fra cui lo Studio Harcourt e Sam Levin. Sposata con l'attore Claude Sainlouis, morì per leucemia nel 1972.

## Filmografia

### Cinema
- Il conte nero (Le cavalier noir), regia di Gilles Grangier (1945)
- Blondine, regia di Henri Mahé (1945)
- Les gueux au paradis, regia di René Le Hénaff (1946)
- Trente et quarante, regia di Gilles Grangier (1946)
- Il crimine di Caterina Maguet (La grande Maguet), regia di Roger Richebé (1947)
- Le voleur se porte bien, regia di Jean Loubignac (1948)
- Par la fenêtre, regia di Gilles Grangier (1948)
- Carrefour du crime, regia di Jean Sacha (1948)
- Le dolmen tragique, regia di Léon Mathot (1948)
- Le coeur sur la main, regia di André Berthomieu (1948)
- Le bal des pompiers, regia di André Berthomieu (1949)
- La donna nuda (La femme nue), regia di André Berthomieu (1949)
- Tête blonde, regia di Maurice Cam (1950)
- L'aiguille rouge, regia di Emil E. Reinert (1951)
- Chacun son tour, regia di André Berthomieu (1951)
- Le avventure di Mandrin, regia di Mario Soldati (1952)
- Il sogno di Zorro, regia di Mario Soldati (1952)
- Belle mentalité, regia di André Berthomieu (1953)
- Une nuit à Megève, regia di Raoul André (1953)
- Le club des 400 coups, regia di Jacques Daroy (1953)
- Le portrait de son père, regia di André Berthomieu (1953)
- Scènes de ménage, regia di André Berthomieu (1954)
- Les clandestines, regia di Raoul André (1954)
- Fascino criminale (Les pépées font la loi), regia di Raoul André (1955)
- French Cancan, regia di Jean Renoir (1955)
- Les pépées au service secret, regia di Raoul André (1956)
- Paris, Palace Hôtel, regia di Henri Verneuil (1956)
- Creature del male (L'Homme et l'enfant), regia di Raoul André (1956)
- Heures chaudes, regia di Louis Félix (1959)